# Johann Paul von Westhoff
Johann Paul von Westhoff, född 1656, begravd 17 april 1705, var en tysk barockkompositör och violinist. Westhoff var en av de viktigaste och mest framträdande violinisterna under det sena 1600-talet och  han har komponerat några av de tidigaste kända verken för soloviolin, utan ackompanjemang. Han var mellan 1674 och 1697 medlem av hovkapellet i Dresden samt tjänstgjorde vid domstolen i Weimar (1699–1705), och arbetade tidvis även med språkundervisning.
De kända verk av Westhoff som finns bevarade omfattar totalt sju verk för violin och generalbas samt sju verk för soloviolin, samtliga publicerade under hans livstid. Fler verk, i synnerhet en samling bestående av verk för soloviolin (1682), förmodas vara förlorade. Vid sidan av andra violinvirtuoser såsom Heinrich Ignaz Franz Biber och Johann Jakob Walther har Westhoff i hög grad påverkat efterföljande generation av tyska violinister, och de sex sviterna för soloviolin tros särskilt ha inspirerat Johann Sebastian Bach att komponera sina berömda sonater och partitor (BWV 1001-1006).

## Biografi

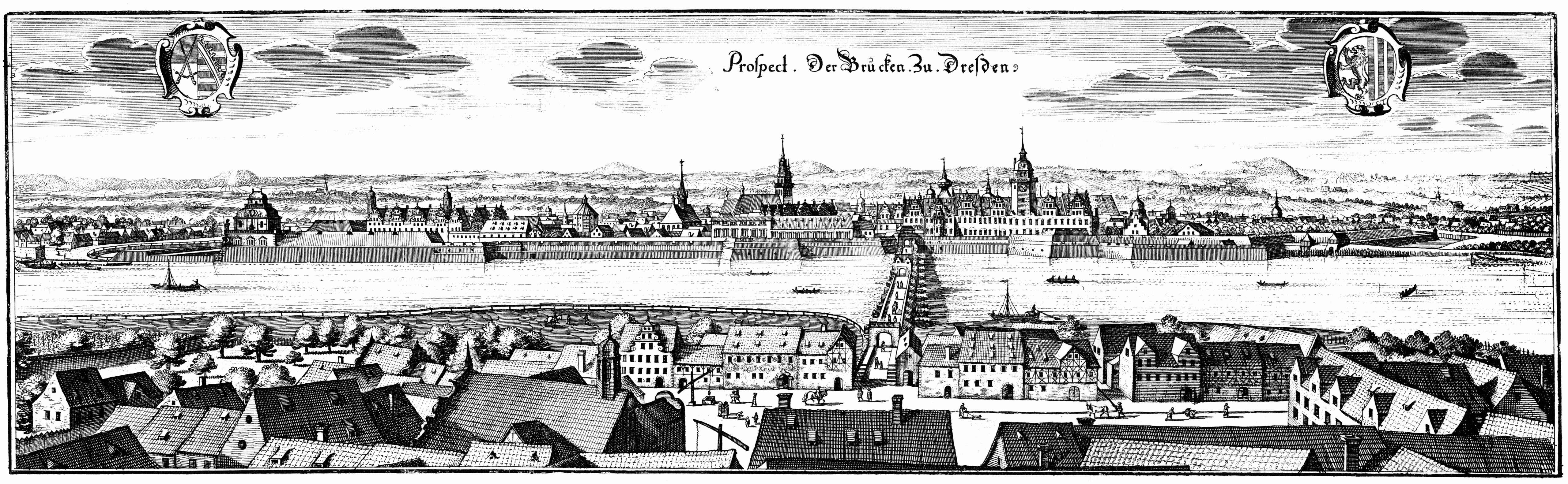
En panoramavy över Dresden, 1650, koppargravyr av Matthäus Merian.

Westhoff föddes i Dresden, vid denna tidpunkt huvudstad i Kurfurstendömet Sachsen. Han var elev till Heinrich Schütz (1585-1672) och fick därigenom en gedigen utbildning inom musik och komposition. 1674 anställdes han vid hovkapellet i Dresden, där hans far Friedrich von Westhoff, en före detta svensk kavalleriofficer, arbetade. Hovkapellet i Dresden hade sedan åtminstone 1620-talet förvaltat en stark fioltradition, ursprungligen då med Carlo Farina i spetsen. Denna tradition vidmakthölls under senare delen av 1600-talet med Westhoff, Johann Jakob Walther och operakompositören och violinisten Nicolaus Adam Strungk. Westhoff stannade som medlem i hovkapellet under drygt 20 år och under denna tid turnerade han över stora delar av Europa. 1679 besökte han även Sverige och en av hans sonater (La Guerra) finns bevarad i Johan Helmich Romans piktur. Han lämnade Dresden en kortare period 1697 och undervisade i språk vid Universitetet i Wittenberg (senare sammanslaget med Universitetet i Halle-Wittenberg). Från 1699 tjänstgjorde Westhoff som sekreterare, kammarmusiker och lärare i franska och italienska vid hovet i Weimar. Westhoff avled i Weimar i april 1705, men exakt datum är okänt.

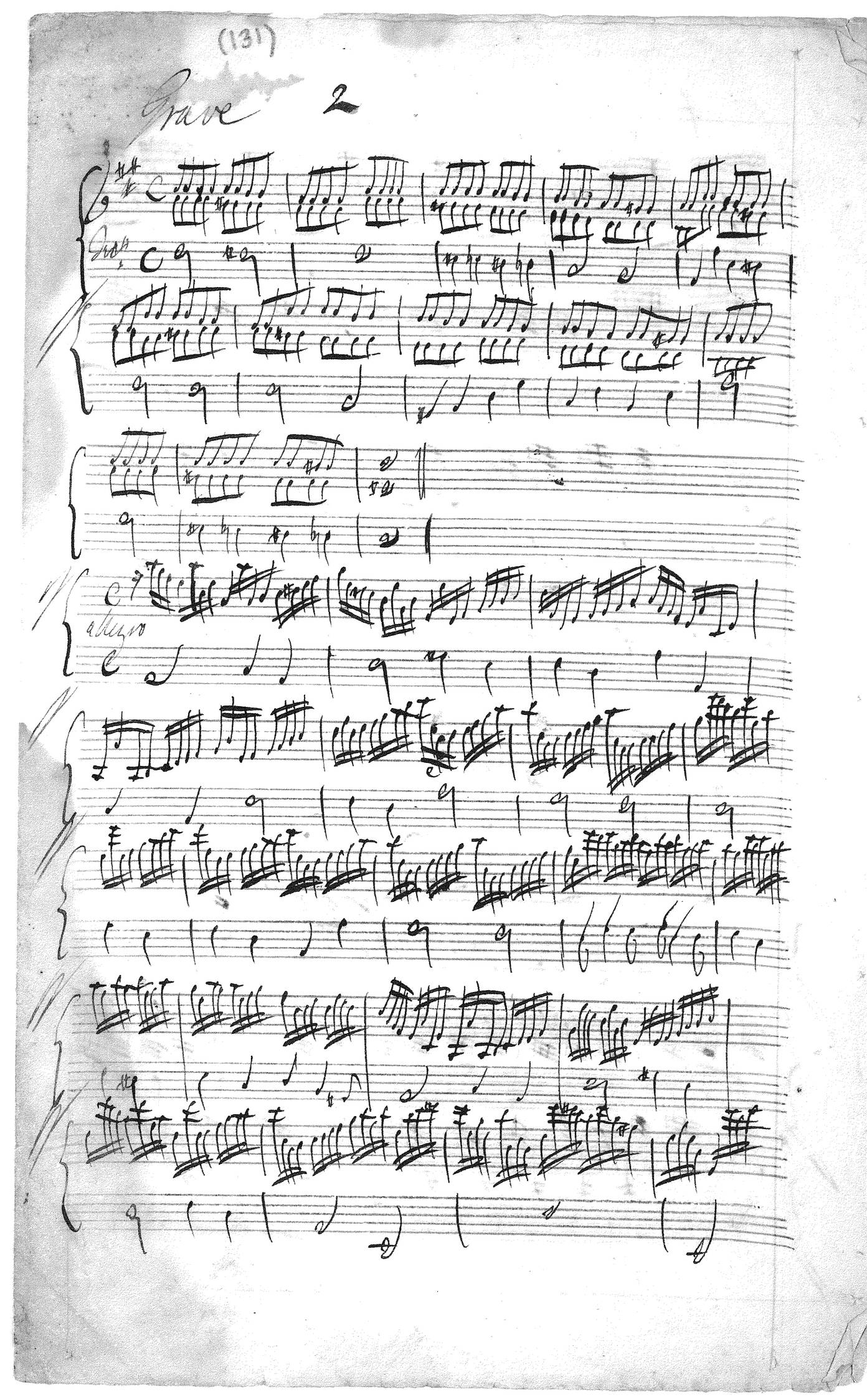
Ett fragment av Johann Paul von Westhoffs sonata La Guerra för violin och generalbas, i Johan Helmich Romans piktur (Romansamlingen: Ro97:131, återfinns vid Musik och teaterbiblioteket.)

Westhoffs rykte var mycket gott under hans livstid och hans samtid framhöll honom som en av de främsta violinisterna i Europa, vid sidan av bland andra Heinrich Ignaz Franz Biber och Johann Jakob Walther. Redan vid 15 års ålder undervisade han de två Sachsiska furstarna, Johann George och Friedrich August. Hans inflytande bör även ha varit stort i en bredare internationell mening, eftersom han turnerade i ett flertal länder: Ungern, Italien, Frankrike (där han framträdde vid Louis XIV:s hov, 1682), den nederländska Republiken, samt vid det kejserliga hovet i Wien. Exempelvis finns en sonat av Westhoff (1682) bevarad i en italiensk källa, och denna musik tros ha påverkat Giuseppe Colombi och andra framstående italienska violinister under denna tid.

## Verk

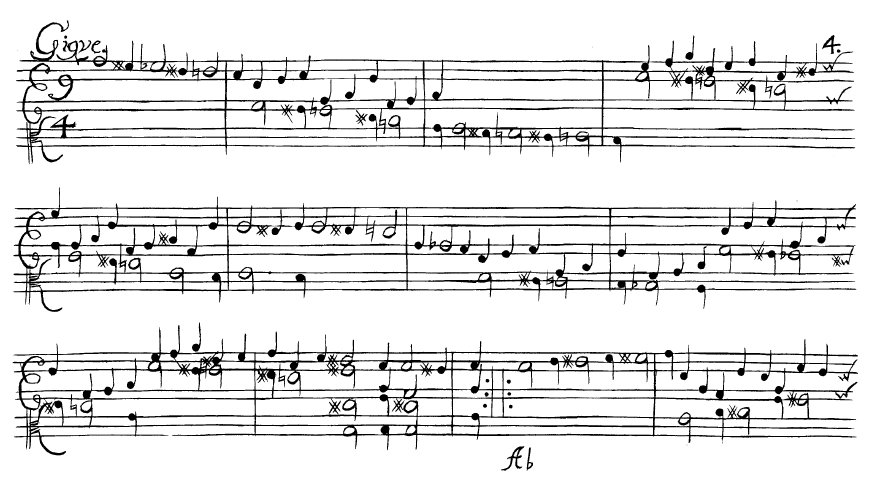
Första takterna ur en kromatisk gigue, ur Partita No. 1 i A-moll för soloviolin av Westhoff.

Westhoffs kompositionsstil är influerad av den något äldre Walther, som han arbetade med under flera år i hovkapellet i Dresden. Johann Sebastian Bach påverkades i sin tur troligen av Westhoff som var hans kollega i Weimar under 1703. De kända verken av Westhoff omfattar två samlingar vilka båda publicerades under hans livstid: Sonate a Violino solo con basso continuo (Dresden, 1694) och sex solosviter för violin (Dresden 1696). Den samling som för närvarande anses förlorad, Erstes Dutzend Allemanden, Couranten, Sarabanden und Giguen Violino Solo sonder Passo Generalbas (Dresden, 1682) skulle möjligen kunna vara ett förstatryck av solosviterna från 1696. Därtill finns två stycken av Westhoff vilka publicerades i den franska tidskriften Mercure galant. Det första är en sonat för violin och basso continuo i A-dur (La Guerra) som publicerades i december 1682 - uppenbarligen det stycke som Westhoff spelade under framträdandet vid Louis XIV:s hov och som kungen ska ha uppskattat särskilt. Det andra stycket, en svit för soloviolin, publicerades i januari 1683.
Westhoffs svit från 1683 är den tidigaste kända flersatsiga kompositionen för soloviolin, utan generalbas. Tillsammans med de sex solosviterna från 1696 representerar denna en viktig föregångare till Johann Sebastian Bachs berömda Sonater och Partitor för soloviolin. Bach påbörjade arbetet med dessa kompositioner under sin tid i Weimar och de färdigställdes ca 24 år efter det tidigaste trycket av Westhoffs solosviter. I idiomatisk och teknisk mening påminner Bachs verk för soloviolin i hög grad om Westhoffs, med konsekvent tvåstämmiga passager och flerstämmigt ackordspel, även i höga lägen. Westhoffs sonater för violin och generalbas är snarare influerade av italiensk stil.

## Verkförteckning
- Erstes Dutzend Allemanden, Couranten, Sarabanden und Giguen Violino Solo sonder Passo Continuo (Dresden, 1682), (förkommen?)
- Sonat for violin och generalbas (december 1682, tryckt i den franska tidskriften Mercure galant)
- Svit för soloviolin (januari 1683, Mercure galant)
- Sonate a Violino solo con basso continuo (Dresden, 1694)
- Sviter för soloviolin (Dresden, 1696; möjligen en ny upplaga av Erstes Dutzend Allemanden,... )